# پیتر وینسنتی
پیتر وینسنتی (انگلیسی: Peter Vincenti) بازیکن فوتبال اهل بریتانیا است.
از باشگاه‌هایی که در آن بازی کرده است می‌توان به باشگاه فوتبال منزفیلد تاون، باشگاه فوتبال روچدیل، باشگاه فوتبال استیونج، باشگاه فوتبال میلوال، و باشگاه فوتبال آلدرشات تاون اشاره کرد.